# Planocephalosaurus
Planocephalosaurus var ett släkte reptiler som levde under slutet av trias. Fossil av Planocephalosaurus har påträffats i England och USA.
Arterna i Planocephalosaurus blev omkring 20 centimeter långa. Kroppen har mycket stora likheter med dagens bryggödlor. Av tänderna att döma åt de insekter men bör även ha ätit maskar, sniglar och små ödlor.